# Ratolí marsupial de ventre gris
El ratolí marsupial de ventre gris (Sminthopsis griseoventer) fou descrit per Kitchener, Stoddart i Henry el 1984, juntament amb el ratolí marsupial d'Aitken, el ratolí marsupial de Gilbert i el ratolí marsupial cuallarg petit. També descrigueren el ratolí marsupial de Yvonne el 1983.
La llargada corporal mitjana pot variar entre 130-192 mm, amb una cua de 65-98 mm i una llargada del musell a l'anus de 65-95 mm. Té unes orelles de color gris oliva amb una llargada de 17-18 mm. Les potes posteriors mesuren una mitjana de 16-17 mm. El seu pes varia entre 15-25 grams.